# Tongaer
Als Tongaer werden in Deutschland die Einwohner Tongas bezeichnet. Diese sprechen Tongaisch und zählen zu den ältesten Völkern Polynesiens.
Die Tongaer haben sich schon in den Jahrhunderten vor der Zeitwende auf dem Tonga-Archipel niedergelassen. In der Vergangenheit unterhielten die Tongaer eine schlagkräftige Kriegsflotte, die aus großen Doppelrumpfbooten mit bis zu hundert Mann Besatzung bestand und Verteidigungs- und Eroberungszwecken diente. Damit wurde um etwa 600 n. Chr. das eintausend Kilometer entfernte Samoa erobert und rund vierhundert Jahre lang tributpflichtig gehalten. Auch andere Inseln wurden unterworfen, so dass die Tongaer zeitweise ein regelrechtes Imperium errichtet hatten.